# Lijst van kerken in Dijk en Waard
Deze (incomplete) lijst bevat een overzicht van de kerkgebouwen in de Noord-Hollandse gemeente Dijk en Waard.
| Kerk                             | Adres             | Wijk/Plaats        | Originele functie                 | Huidige functie                      | Bijzonderheden | Foto              |
| -------------------------------- | ----------------- | ------------------ | --------------------------------- | ------------------------------------ | --- | ----------------- |
| Gereformeerde kerk               | Dorpsstraat 41    | Broek op Langedijk |                                   | Protestantse kerk                    | |                   |
| Hervormde kerk                   | Dorpsstraat 72    | Broek op Langedijk | Rooms-katholieke kerk             | Hervormde Kerk                       | Rondom de kerk bevindt zich een begraafplaats. De kerk is rijksmonument                                                                                 | Meer afbeeldingen |
| Gereformeerde Kerk Vrijgemaakt   | Dorpsstraat 73    | Broek op Langedijk | Gereformeerde Kerken vrijgemaakt  | Ongewijzigd                          | |                   |
| Christelijke Gereformeerde Kerk  | Dorpsstraat 128   | Broek op Langedijk | Christelijke Gereformeerde Kerken | Ongewijzigd                          | Kerk is nieuw gebouwd |                   |
| Doopsgezinde kerk                | Dorpsstraat 202   | Broek op Langedijk | Doopsgezinde kerk                 |                                      | |                   |
| Gereformeerde Kerk               | Stationsweg 53    | Heerhugowaard      | Gereformeerde Kerk                | Kunstcentrum                         | Het kerkgebouw is aangemerkt als gemeentelijk monument. Het staat ook bekend als de Kunstkerk of de Stationswegkerk.                                    | Meer afbeeldingen |
| Hervormde kerk                   | Middenweg 168     | Heerhugowaard      | Nederlands Hervormde Kerk         | PKN en Evangelische Broerdergemeente | Aan de achterzijde van de kerk (gemeentelijk monument) bevindt zich een multifunctioneel centrum en daarachter de begraafplaats.                        |                   |
| Pinkstergemeente 'Sjaloom'       | Deimoslaan 19     | Heerhugowaard      | Pinkstergemeente                  | Pinkstergemeente                     | Gebouw is grotendeels door de gemeenteleden zelf gebouwd.                                                                                               |                   |
| Sint-Dionysiuskerk               | Middenweg         | Heerhugowaard      | Rooms-katholieke kerk             | Onveranderd                          | Nieuwbouw (1963) op plaats van gesloopte kerk naar ontwerp van Adrianus Bleijs.                                                                         |                   |
| Heilige Familiekerk              | Jan Glijnisweg 30 | 't Kruis           | Rooms-katholieke kerk             | Ongewijzigd                          | Kerk is gemeentelijk monument. Voor de kerk was een 40 meter hoge toren gepland, deze is nooit gebouwd vanwege het ontbreken van de financiële middelen |                   |
| Allerheiligst Hart van Jezuskerk | Middenweg 541     | De Noord           | Rooms-katholieke kerk             | Ongewijzigd                          | Architect: C.P.W. Dessing. De eerste luidklok was van lood en werd in de oorlog gevorderd. Het kerkgebouw staat op de gemeentelijke monumentenlijst.    | Meer afbeeldingen |
| Sint-Jan-de-Doperkerk            | Dorpsstraat 518   | Noord-Scharwoude   | Rooms-katholieke kerk             | Ongewijzigd                          | Architect: P.J. Bekkers | Meer afbeeldingen |
| Gereformeerde Kerk               | Dorpsstraat       | Noord-Scharwoude   | Gereformeerde Kerk                | Gesloopt                             | In 1869 werd een eerste kerk gebouwd. Deze moest in 1904 plaatsmaken voor een nieuwe kerk, die op zijn beurt in 1976 de deuren sloot.                   |                   |
| Allemanskerk                     | Dorpsstraat 878   | Oudkarspel         | Nederlandse Hervormde Kerk        |                                      | De kerk is in 1969 volledig uitgebrand waarna deze in de staat van 1726 is herbouwd, waarbij geen torenspits is geplaatst.                              |                   |
| Nederlands Hervormde kerk        | Kerkplein 1       | Sint Pancras       |                                   | Nederlandse Hervormde Kerk           | Ook bekend als het Witte Kerkje. | Meer afbeeldingen |
| Veenhuizerkerk                   | Kerkweg 26        | Veenhuizen         | Nederlands Hervormde Kerk         | Protestantse kerk                    | In de hal van de kerk staat het praalgraf van Reinoud van Brederode dat is aangewezen als rijksmonument.                                                |                   |
| Kooger Kerk                      | Koog 30           | Zuid-Scharwoude    | Rooms-katholieke kerk             | Protestantse Kerk in Nederland       | Toren is uit 1905, maar de kerk is veel ouder. Een eerste vermelding van een kerk op deze plek is uit 1094.                                             |                   |